# Arrhyton vittatum
Arrhyton vittatum — вид змій родини полозових (Colubridae). Ендемік Куби.

## Поширення і екологія
Arrhyton vittatum мешкають на острові Куба, а також на сусідньому острові Ісла-де-ла-Хувентуд. Вони живуть в тропічних лісах, серед каміння.